# クリスティーネ・シャルロッテ・フォン・ヘッセン＝カッセル
クリスティーネ・シャルロッテ・フォン・ヘッセン＝カッセル（ドイツ語：Christine Charlotte von Hessen-Kassel, 1725年2月11日 - 1782年6月4日）は、ヘルフォルト女子修道院長補佐（在任：1766年 - 1779年）。

## 生涯
クリスティーネ・シャルロッテはマクシミリアン・フォン・ヘッセン＝カッセルとフリーデリケ・シャルロッテ・フォン・ヘッセン＝ダルムシュタットの娘としてカッセルで生まれた。父方の祖父はヘッセン＝カッセル方伯カール、母方の祖父はヘッセン＝ダルムシュタット方伯エルンスト・ルートヴィヒである。
1754年に画家ヨハン・ハインリヒ・ティシュバインが肖像画を描いている。
忠実なカルヴァン主義者であったクリスティーネ・シャルロッテは、宗教的な生活を選んだ。1765年4月17日、クリスティーネ・シャルロッテはザクセン公国のルター派修道院であるヘルフォルト修道院の在俗聖職者となった。1766年7月12日にヘルフォルト女子修道院長補佐に任命され、女子修道院長フリーデリケ・シャルロッテ・フォン・ブランデンブルク＝シュヴェート（ブランデンブルク＝シュヴェート辺境伯フリードリヒ・ハインリヒの娘）とともに修道院を管理した。1779年に女子修道院長補佐の地位を辞した。